# Alexander G. Schauss
Alexander George Schauss (* 20. Juli 1948 in Hamburg) ist ein Autor im Bereich der Alternativmedizin.

## Leben
Schauss kam 1948 in Hamburg zur Welt, zog jedoch mit seinen Eltern bereits 1953 in die Vereinigten Staaten, wo er aufwuchs. Er erwarb 1970 den Bachelor of Science und 1972 den Master of Arts an der University of New Mexico in Albuquerque.   Er war zunächst bis 1973 in Albuquerque als staatlicher Bewährungshelfer tätig und arbeitete später in verschiedenen staatlichen Funktionen im Strafvollzug. Von 1979 bis 1980 war er Direktor des Instituts für Biosoziale Forschung der Graduate School der privaten City University Seattle. Er publizierte im Bereich der Ernährungs- und Pflanzenheilkunde und im Bereich Ernährung und Kriminalität. Seit 1980 ist Schauss Geschäftsführer der Consultingfirma American Institute for Biosocial and Medical Research (AIBMR) in Tacoma. Er war ab 1981 an der staatlich nicht anerkannten privaten Fernuniversität California Coast University in Santa Ana registriert. Im Jahr 1985 war er nach seinen Angaben Mitglied der WHO Study Group on Health Promotion, die in Kopenhagen zusammenkam.
Schauss arbeitete als Geschäftsführer verschiedener Non-Profit-Organisationen, darunter Citizens for Health. In dieser Funktion trat er 1994 im Rahmen der Anhörung zum Access to Medical Treatment Act im US-Senat auf und äußerte die Ansicht, dass zugelassenen Medikamente viele Todesfälle verursachen würden. In den 1990er-Jahren war Schauss am National College Naturopathic Medicine der umstrittenen privaten National University of Natural Medicine (NUNM) in Portland tätig: Von 1996 bis 1997 als Associate Professor für Verhaltenswissenschaften sowie ab 1998 als klinischer Professor in der Abteilung für Naturstoffforschung.

## Wirken
Schauss befasst sich mit der Analytik von Mikronährstoffen und instrumenteller Analytik zur Bestimmung von Antioxidantien in Pflanzen und ist Autor oder Koautor von über 40 wissenschaftlichen Publikationen, darunter Aufsätze in Peer-Review-Fachzeitschriften.
Im Bereich der orthomolekularen Medizin schlug er eigene Therapieansätze zur Prävention und Behandlung ernährungsbedingter Erkrankungen vor.
Er veröffentlichte zahlreiche Monografien zum Thema Ernährung und Gesundheit. Er gehörte der Redaktion verschiedener Zeitschriften an, so dem European Journal of Chiropractic (Redaktion) und dem International Journal of Biosocial Research and Medical Research (Chefredakteur). Er ist seit 2010 Mitherausgeber des Journal of Orthomolecular Medicine, das in Fachkreisen als unwissenschaftlich gilt. Quackwatch listete Schauss 2024 in einer Übersicht von Förderern fragwürdiger Methoden und Ideen und ging 1989 auf seine gefälschten Referenzen ein.

## Publikationen (Auswahl)
- 1978: Orthomolecular Treatment of Criminal Offenders, Orthomolecular Medical Society, Berkeley. NCJ #54018. U.S. Department of Justice, Washington, DC (online).
- 1981: Diet, Crime and Delinquency, Parker House, Berkeley.
- 1985: Nutrition and Behavior, McGraw-Hill Trade, New York.
- 1989: Zinc Therapy and the Primary Eating Disorders, Life Sciences Press, Tacoma.
- 1991: Eating for A’s: A Delicious Twelve-Week Nutrition Plan to Improve Your Child’s Academic and Athletic Performance (mit Barbara Friedlander Meyer, Arnold Meyer), Pocket Books, New York et al.
- 1993: Zinc and Eating Disorders, McGraw-Hill Trade, New York.
- 1996: Anorexia and Bulimia (mit Carolyn Costin), Keats Publishing, New Canaan.
- 1999: Minerals, Trace Elements and Human Health, Biosocial Publications, Tacoma.
- 2003: 100 Useful Weight Loss Tips That Promote Weight Management, Biosocial Publications, Tacoma.
- 2006: Obesity: Why Are Men Getting Pregnant?, Basic Health Publications, Laguna Beach.
- 2007: Açai (Euterpe Oleracea): An Extraordinary Antioxidant-rich Palm Fruit, Biosocial Publications, Tacoma (dt. Açai aus dem Amazonasgebiet: eine aussergewöhnliche antioxidantreiche Palmfrucht, Energetics at Chancery Rise 2011).
- 2022: Refined Elegance: The Small Treasures of Mineralogy (mit Wendell E. Wilson, Jim Houran), Erg. zu The Mineralogical Record, Tucson.

## Auszeichnungen
- 2005: Linus Pauling Lecture Award des American College for Advancement in Medicine (ACAM) in Anerkennung seiner herausragenden Beiträge zur medizinischen Wissenschaft („in recognition of his outstanding contributions to the medical sciences“)[21]